# أولاد بوحميد (أولاد زيد)
أولاد بوحميد هو دُوَّار يقع بجماعة أولاد سيدي علي بن يوسف، إقليم الجديدة، جهة الدار البيضاء سطات في المملكة المغربية. ينتمي الدوّار لمشيخة أولاد زيد التي تضم 29 دوار. يقدر عدد سكانه بـ 280 نسمة حسب الإحصاء الرسمي للسكان والسكنى لسنة 2004.

## روابط خارجية
- البوابة الوطنية للجماعات الترابية
- المندوبية السامية للتخطيط